# Wellington Nogueira Lopes
Wellington Nogueira Lopes, född 1 juni 1979 i Volta Redonda, är en brasiliansk fotbollsspelare.
Han vann skytteligan i Copa Libertadores 2001 med 9 gjorda mål.